# Twin Valley (Minnesota)
Twin Valley – miasto w Stanach Zjednoczonych, w stanie Minnesota, w hrabstwie Norman.